# Костичкин, Николай Павлович
Николай Павлович Костичкин (24 марта 1989, Москва) — российский хоккеист, центральный нападающий.

## Биография
Сын Павла Костичкина. Воспитанник ЦСКА. Начал профессиональную карьеру в 2007 году в составе клуба Высшей лиги «Рязань», выступая до этого за его фарм-клуб, а также вторые команды череповецкой «Северстали» и новокузнецкого «Металлурга». В своём дебютном сезоне провёл 10 матчей, в которых набрал 1 (0+1) очко. Перед стартом нового сезона Костичкин подписал контракт с московскими «Крыльями Советов», где в 35 матчах набрал 14 (5+9) очков.
После начавшихся финансовых проблем в клубе заключил соглашение с нефтекамским «Торосом». За основной состав сыграл два матча, большую часть сезона проведя в фарм-клубе. С клубом Молодёжной хоккейной лиги «Толпар» в том году стал бронзовым призёром турнира, в 19 матчах набрав 12 (7+5) очков.
Сезон 2010/11 Костичкин также начал в составе «Толпара», 23 декабря 2010 года стал игроком чеховского «Витязя». 4 дня спустя в матче против мытищинского «Атланта» дебютировал в Континентальной хоккейной лиге, 6 января 2011 года в игре с череповецкой «Северсталью» набрал свои первые очки в КХЛ, забросив шайбу и отдав результативную передачу. В сезоне КХЛ провёл 16 матчей, в которых набрал 7 (1+6) очков, после чего руководство чеховского клуба приняло решение продлить соглашение с игроком.
13 октября 2011 года Костичкин был отзаявлен из состава «Витязя», а спустя месяц подписал контракт с донецким «Донбассом». В новом клубе провёл лишь два матча, после чего перебрался в состав солигорского «Шахтёра». В белорусском клубе набрал 4 (2+2) очка в 9 проведённых матчах, после чего на заключил соглашение перед самым окончанием периода дозаявок с московским «Спартаком». Проведя лишь 4 матча, получил тяжёлый двойной перелом ноги со смещением, вследствие чего выбыл до конца сезона.
Перед началом сезона 2012/13 заключил просмотровый контракт с командой «Сибирь», однако 9 августа 2012 года этот контракт был расторгнут.

## Достижения
- Бронзовый призёр МХЛ 2010.

## Статистика выступлений
Последнее обновление: 21 февраля 2012 года
|                 |                  |                 | Регулярный сезон | Регулярный сезон | Регулярный сезон | Регулярный сезон | Регулярный сезон | Регулярный сезон | Плей-офф | Плей-офф | Плей-офф | Плей-офф | Плей-офф | Плей-офф |
| Сезон           | Команда          | Лига            | Игр              | Г                | П                | Очк              | +/-              | Штр              | Игр      | Г        | П        | Очк      | +/-      | Штр      |
| --------------- | ---------------- | --------------- | ---------------- | ---------------- | ---------------- | ---------------- | ---------------- | ---------------- | -------- | -------- | -------- | -------- | -------- | -------- |
| 2005/06         | Северсталь-2     | Первая лига     | 35               | 5                | 2                | 7                | --               | 14               | —        | —        | —        | —        | —        | —        |
| 2007/08         | Металлург Нк-2   | Первая лига     | 6                | 1                | 2                | 3                | --               |                  | —        | —        | —        | —        | —        | —        |
| 2007/08         | ХК Рязань        | Высшая лига     | 10               | 0                | 1                | 1                | -1               | 4                | —        | —        | —        | —        | —        | —        |
| 2008/09         | Крылья Советов-2 | Первая лига     | 45               | 16               | 14               | 30               | --               | 30               | —        | —        | —        | —        | —        | —        |
| 2008/09         | Крылья Советов   | Высшая лига     | 35               | 5                | 9                | 14               | -12              | 30               | —        | —        | —        | —        | —        | —        |
| 2009/10         | Торос-2          | Первая лига     | 31               | 13               | 13               | 26               | --               | 28               | —        | —        | —        | —        | —        | —        |
| 2009/10         | Торос            | Высшая лига     | 2                | 0                | 0                | 0                | +1               | 0                | —        | —        | —        | —        | —        | —        |
| 2009/10         | Толпар           | МХЛ             | 8                | 4                | 1                | 5                | --               | 8                | 11       | 3        | 4        | 7        | +4       | 4        |
| 2010/11         | Толпар           | МХЛ             | 26               | 5                | 6                | 11               | +4               | 8                | —        | —        | —        | —        | —        | —        |
| 2010/11         | Русские Витязи   | МХЛ             | 4                | 2                | 2                | 4                | +2               | 8                | —        | —        | —        | —        | —        | —        |
| 2010/11         | Витязь           | КХЛ             | 16               | 1                | 6                | 7                | -1               | 6                | —        | —        | —        | —        | —        | —        |
| 2011/12         | Витязь           | КХЛ             | 2                | 0                | 0                | 0                | -1               | 4                | —        | —        | —        | —        | —        | —        |
| 2011/12         | Донбасс          | ВХЛ             | 2                | 0                | 0                | 0                | +1               | 2                | —        | —        | —        | —        | —        | —        |
| 2011/12         | Шахтёр           | Экстралига      | 9                | 2                | 2                | 4                | +5               | 12               | —        | —        | —        | —        | —        | —        |
| 2011/12         | Спартак          | КХЛ             | 4                | 0                | 0                | 0                | -1               | 0                | —        | —        | —        | —        | —        | —        |
| Всего в КХЛ     | Всего в КХЛ      | Всего в КХЛ     | 22               | 1                | 6                | 7                | -3               | 10               | —        | —        | —        | —        | —        | —        |
| Всего в карьере | Всего в карьере  | Всего в карьере | 235              | 54               | 58               | 112              | -3               | 154              | 11       | 3        | 4        | 7        | +4       | 4        |